# Ségoufielle
Ségoufielle (Segofièla en gascon) est une commune française, située dans le département du Gers en région Occitanie. Sur le plan historique et culturel, la commune est dans le Savès, une petite province gasconne correspondant au cours moyen de la Save.
Exposée à un climat océanique altéré, elle est drainée par la Save, le Rémoulin et par divers autres petits cours d'eau.
Ségoufielle est une commune rurale qui compte 1 174 habitants en 2022, après avoir connu une forte hausse de la population depuis 1962.  Elle fait partie de l'aire d'attraction de Toulouse. Ses habitants sont appelés les Ségoufiellois ou  Ségoufielloises.

## Géographie

### Localisation
Ségoufielle est une commune de l'aire d'attraction de Toulouse située dans la vallée de la Save, sur l'itinéraire à grand gabarit entre L'Isle-Jourdain et Lévignac-sur-Save. C'est une commune limitrophe avec le département de la Haute-Garonne.
Ségoufielle est limitrophe de quatre autres communes dont trois dans le département de la Haute-Garonne.
Les communes limitrophes sont  L'Isle-Jourdain, Lasserre-Pradère, Mérenvielle et Sainte-Livrade.
|                 | Sainte-Livrade (Haute-Garonne) | Lasserre-Pradère (Haute-Garonne) |
|                 | Ségoufielle                    | Mérenvielle (Haute-Garonne)      |
| L'Isle-Jourdain |                                |                                  |

### Géologie et relief
La superficie de la commune est de 524 hectares ; son altitude varie de 134 à 213 mètres.
Ségoufielle se situe en zone de sismicité 1 (sismicité très faible).

### Hydrographie

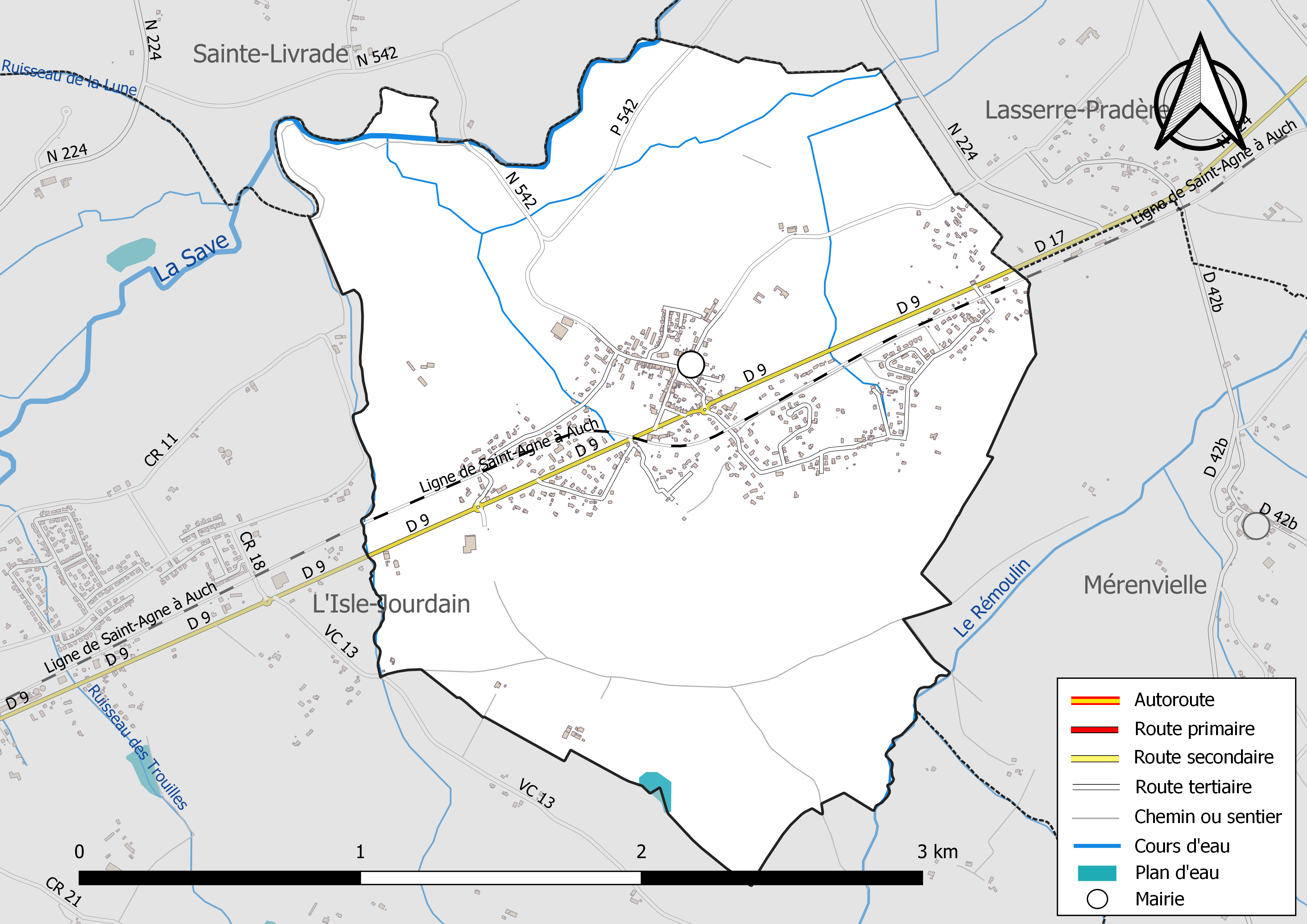
Réseaux hydrographique et routier de Ségoufielle.

La commune est dans le bassin de la Garonne, au sein du bassin hydrographique Adour-Garonne. Elle est drainée par la Save et le Rémoulin et par divers petits cours d'eau, qui constituent un réseau hydrographique de 7 km de longueur totale,.
La Save, d'une longueur totale de 143 km, prend sa source dans la commune de Lannemezan et s'écoule du sud-ouest vers le nord-est. Elle traverse la commune et se jette dans la Garonne à Grenade, après avoir traversé 46 communes.

### Climat
Pour des articles plus généraux, voir Climat de l'Occitanie et Climat du Gers.
En 2010, le climat de la commune est de type climat du Bassin du Sud-Ouest, selon une étude s'appuyant sur une série de données couvrant la période 1971-2000. En 2020, Météo-France publie une typologie des climats de la France métropolitaine dans laquelle la commune est exposée à un climat océanique altéré et est dans la région climatique Aquitaine, Gascogne, caractérisée par une pluviométrie abondante au printemps, modérée en automne, un faible ensoleillement au printemps, un été chaud (19,5 °C), des vents faibles, des brouillards fréquents en automne et en hiver et des orages fréquents en été (15 à 20 jours).
Pour la période 1971-2000, la température annuelle moyenne est de 13 °C, avec une amplitude thermique annuelle de 15,6 °C. Le cumul annuel moyen de précipitations est de 715 mm, avec 9,7 jours de précipitations en janvier et 5,8 jours en juillet. Pour la période 1991-2020, la température moyenne annuelle observée sur la station météorologique la plus proche, située sur la commune de L'Isle-Jourdain à 4 km à vol d'oiseau, est de 13,8 °C et le cumul annuel moyen de précipitations est de 708,9 mm,. Pour l'avenir, les paramètres climatiques de la commune estimés pour 2050 selon différents scénarios d’émission de gaz à effet de serre sont consultables sur un site dédié publié par Météo-France en novembre 2022.

### Milieux naturels et biodiversité
Aucun espace naturel présentant un intérêt patrimonial n'est recensé sur la commune dans l'inventaire national du patrimoine naturel,,.

## Urbanisme

### Typologie
Au 1er janvier 2024, Ségoufielle est catégorisée bourg rural, selon la nouvelle grille communale de densité à sept niveaux définie par l'Insee en 2022.
Elle est située hors unité urbaine. Par ailleurs la commune fait partie de l'aire d'attraction de Toulouse, dont elle est une commune de la couronne,. Cette aire, qui regroupe 527 communes, est catégorisée dans les aires de 700 000 habitants ou plus (hors Paris),.

### Occupation des sols
L'occupation des sols de la commune, telle qu'elle ressort de la base de données européenne d’occupation biophysique des sols Corine Land Cover (CLC), est marquée par l'importance des territoires agricoles (84,9 % en 2018), en diminution par rapport à 1990 (89,8 %). La répartition détaillée en 2018 est la suivante : 
terres arables (82,4 %), zones urbanisées (14,4 %), zones agricoles hétérogènes (2,5 %), forêts (0,6 %). L'évolution de l’occupation des sols de la commune et de ses infrastructures peut être observée sur les différentes représentations cartographiques du territoire : la carte de Cassini (XVIIIe siècle), la carte d'état-major (1820-1866) et les cartes ou photos aériennes de l'IGN pour la période actuelle (1950 à aujourd'hui).

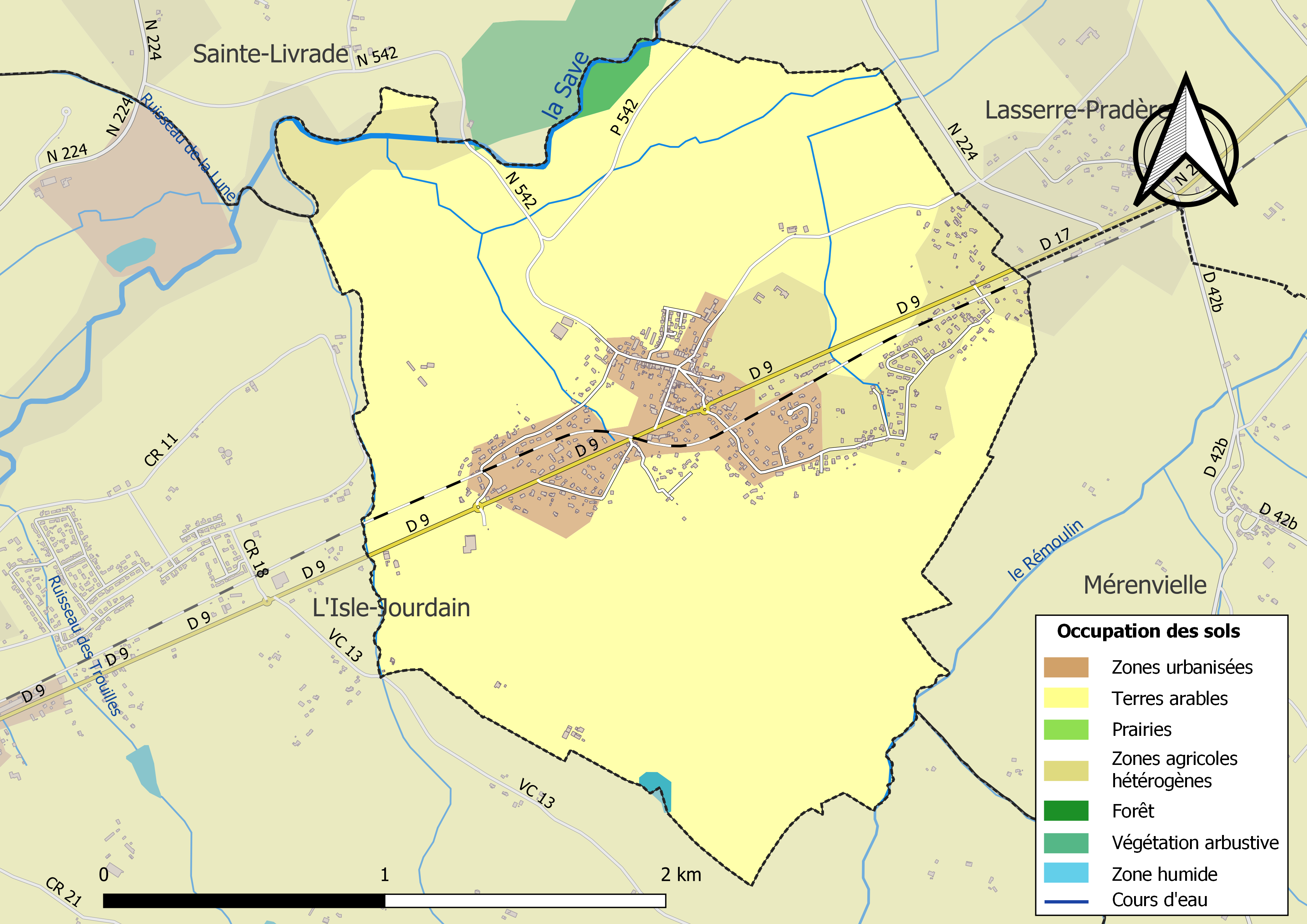
Carte des infrastructures et de l'occupation des sols de la commune en 2018 (CLC).

### Morphologie urbaine
L'essentiel des constructions est situé le long de l'axe routier reliant L'Isle-Jourdain à Grenade route départementale D 9.

### Logement
L'urbanisation croissante s'explique par la périurbanisation due à la proximité de Toulouse, Ségoufielle faisant partie de son aire urbaine.

### Voies de communication et transports
Accès par la route nationale 124 ou la route nationale 224 puis la route départementale D 9 et par la ligne SNCF (ligne Toulouse - Auch) en gare de Mérenvielle ou en gare de L'Isle-Jourdain.

## Toponymie
Le nom du village est attesté en 1196 sous la forme Seguenvilla,.
Il s'agit d'une formation toponymique médiévale en -villa « domaine rural » (terme issu du gallo-roman VILLA « grand domaine rural ») francisé par la suite en -ville, précédé d'un nom de personne germanique selon le cas général. Certains toponymistes proposent d'identifier l'anthroponyme Siguwin(us) pour expliquer le premier élément Seguen- > Ségou-,. Ce nom de personne est composé du germanique sigu- « victoire » (cf. allemand Sieg « victoire ») et win « ami » (cf. moyen anglais, moyen haut allemand wine « ami » et le composé gotique 𐌱𐌰𐍄𐍅𐌹𐌽𐍃 [batwins]). Cet anthroponyme se retrouve dans Séguenville (Haute-Garonne, Seguinvilla 1147) et a été porté entre autres par Sigwin von Are, archevêque de Cologne, ainsi que sous la forme romanisée Seguin attestée par différents personnages de la noblesse et de l'église : Seguin Ier et Seguin II de Bordeaux ; Seguin d'Auch, archevêque d'Auch de 978 à 979 ; Seguin de Lugny (?-1262), évêque de Mâcon ; etc.
Il se perpétue également dans les noms de familles Séguin et Seguin, fréquent dans le Sud-Ouest (Charente, Gironde), le Puy-de-Dôme et la Bourgogne, avant la Première Guerre mondiale et dans les noms Séguy et Séguis, typiques du Sud-Ouest.
Remarque : L'unique forme ancienne citée par Albert Dauzat, Charles Rostaing et Ernest Nègre est-elle véritablement convaincante ? En effet, il est difficile d'admettre une évolution phonétique Seguen- > Ségou- (Sego- en gascon), ainsi que celle de [v] à [f] (de -vielle à -fielle) que l'on note également dans Endoufielle (Gers ; Andofielle 1569) et Renoufielle (ancienne paroisse, aujourd'hui lieu-dit à L'Isle-Jourdain, Gers ; Renoufielle 1595). C'est pourquoi il pourrait s'agir du nom de personne germanique Siguwulf > Sigolf / Sigulf, nom porté, entre autres, par un comte de Bordeaux et de Saintes au VIe siècle. L'assimilation du [v] de -vielle au [f] de Sigulf le précédant, expliquerait le passage à -fielle. À moins que la forme attendue *Seguenvielle n'ait été refaite en Ségoufielle par analogie avec les deux toponymes régionaux en -oufielle cités précédemment et situés respectivement à 14 et 5 km de là.

## Histoire
Ségoufielle faisait au XVIIIe siècle partie de la Lomagne en Gascogne ex seigneurie de L'Isle-Jourdain et du parlement de Toulouse.

## Politique et administration

### Administration municipale
Le nombre d'habitants au recensement de 2011 étant compris entre 500 et 1 499 habitants, le nombre de membres du conseil municipal pour l'élection de 2014 est de quinze,.

### Rattachements administratifs et électoraux
Commune faisant partie de la deuxième circonscription du Gers de la communauté de communes de la Gascogne Toulousaine et du L'Isle-Jourdain et avant le 1er janvier 2017 elle faisait partie de la communauté de communes des Coteaux de Gascogne.

## Population et société

### Démographie
L'évolution du nombre d'habitants est connue à travers les recensements de la population effectués dans la commune depuis 1793. Pour les communes de moins de 10 000 habitants, une enquête de recensement portant sur toute la population est réalisée tous les cinq ans, les populations de référence des années intermédiaires étant quant à elles estimées par interpolation ou extrapolation. Pour la commune, le premier recensement exhaustif entrant dans le cadre du nouveau dispositif a été réalisé en 2008.

En 2022, la commune comptait 1 174 habitants, en évolution de +6,24 % par rapport à 2016 (Gers : +1,04 %, France hors Mayotte : +2,11 %).
| 1793 | 1800 | 1806 | 1821 | 1831 | 1841 | 1846 | 1851 | 1856 |
| ---- | ---- | ---- | ---- | ---- | ---- | ---- | ---- | ---- |
| 396  | 457  | 503  | 476  | 487  | 508  | 502  | 528  | 470  |

| 1861 | 1866 | 1872 | 1876 | 1881 | 1886 | 1891 | 1896 | 1901 |
| ---- | ---- | ---- | ---- | ---- | ---- | ---- | ---- | ---- |
| 454  | 429  | 396  | 389  | 368  | 358  | 372  | 350  | 349  |

| 1906 | 1911 | 1921 | 1926 | 1931 | 1936 | 1946 | 1954 | 1962 |
| ---- | ---- | ---- | ---- | ---- | ---- | ---- | ---- | ---- |
| 309  | 308  | 261  | 243  | 241  | 227  | 216  | 228  | 232  |

| 1968 | 1975 | 1982 | 1990 | 1999 | 2006 | 2008 | 2013  | 2018  |
| ---- | ---- | ---- | ---- | ---- | ---- | ---- | ----- | ----- |
| 260  | 367  | 386  | 517  | 653  | 840  | 893  | 1 054 | 1 172 |

| 2022  | - | - | - | - | - | - | - | - |
| ----- | - | - | - | - | - | - | - | - |
| 1 174 | - | - | - | - | - | - | - | - |

| selon la population municipale des années : | 1968 | 1975 | 1982 | 1990 | 1999 | 2006 | 2009 | 2013 |
| Rang de la commune dans le département      | 152  | 76   | 76   | 55   | 42   | 36   | 33   | 31   |
| Nombre de communes du département           | 466  | 462  | 462  | 462  | 463  | 463  | 463  | 463  |

### Enseignement
Ségoufielle fait partie de l'académie de Toulouse.
La commune possède un groupe scolaire : maternelle et primaire.

### Culture et festivités
- Festival Rock & Blues[31], bridge, salle des associations, comité des fêtes, foyer rural,

### Activités sportives
Tennis, basketball, Chasse, randonnée pédestre, pétanque,

### Écologie et recyclage
La collecte et le traitement des déchets des ménages et des déchets assimilés ainsi que la protection et la mise en valeur de l'environnement se font dans le cadre de la communauté de communes de la Gascogne Toulousaine.

## Économie

### Revenus
En 2018  (données Insee publiées en septembre 2021), la commune compte 427 ménages fiscaux, regroupant 1 170 personnes. La médiane du revenu disponible par unité de consommation est de 24 200 € (20 820 € dans le département).

### Emploi
|                | 2008  | 2013  | 2018  |
| -------------- | ----- | ----- | ----- |
| Commune        | 3,9 % | 6,6 % | 5,7 % |
| Département    | 6,1 % | 7,5 % | 8,2 % |
| France entière | 8,3 % | 10 %  | 10 %  |

En 2018, la population âgée de 15 à 64 ans s'élève à 754 personnes, parmi lesquelles on compte 83 % d'actifs (77,3 % ayant un emploi et 5,7 % de chômeurs) et 17 % d'inactifs,. Depuis 2008, le taux de chômage communal (au sens du recensement) des 15-64 ans est inférieur à celui de la France et du département.
La commune fait partie de la couronne de l'aire d'attraction de Toulouse, du fait qu'au moins 15 % des actifs travaillent dans le pôle,. Elle compte 123 emplois en 2018, contre 126 en 2013 et 97 en 2008. Le nombre d'actifs ayant un emploi résidant dans la commune est de 585, soit un indicateur de concentration d'emploi de 21 % et un taux d'activité parmi les 15 ans ou plus de 72,5 %.
Sur ces 585 actifs de 15 ans ou plus ayant un emploi, 56 travaillent dans la commune, soit 10 % des habitants. Pour se rendre au travail, 88,7 % des habitants utilisent un véhicule personnel ou de fonction à quatre roues, 4,6 % les transports en commun, 3,5 % s'y rendent en deux-roues, à vélo ou à pied et 3,1 % n'ont pas besoin de transport (travail au domicile).

### Activités hors agriculture

#### Secteurs d'activités
62 établissements sont implantés  à Ségoufielle au 31 décembre 2019. Le tableau ci-dessous en détaille le nombre par secteur d'activité et compare les ratios avec ceux du département,.
| Secteur d'activité                                                                                        | Commune | Commune | Département |
| Secteur d'activité                                                                                        | Nombre  | %       | %           |
| --- | ------- | ------- | ----------- |
| Ensemble                                                                                                  | 62      |         |             |
| Industrie manufacturière, industries extractives et autres                                                | 7       | 11,3 %  | (12,3 %)    |
| Construction                                                                                              | 17      | 27,4 %  | (14,6 %)    |
| Commerce de gros et de détail, transports, hébergement et restauration                                    | 13      | 21 %    | (27,7 %)    |
| Information et communication                                                                              | 3       | 4,8 %   | (1,8 %)     |
| Activités immobilières                                                                                    | 3       | 4,8 %   | (5,2 %)     |
| Activités spécialisées, scientifiques et techniques et activités de services administratifs et de soutien | 7       | 11,3 %  | (14,4 %)    |
| Administration publique, enseignement, santé humaine et action sociale                                    | 7       | 11,3 %  | (12,3 %)    |
| Autres activités de services                                                                              | 5       | 8,1 %   | (8,3 %)     |

Le secteur de la construction est prépondérant sur la commune puisqu'il représente 27,4 % du nombre total d'établissements de la commune (17 sur les 62 entreprises implantées  à Ségoufielle), contre 14,6 % au niveau départemental.

#### Entreprises et commerces
Les cinq entreprises ayant leur siège social sur le territoire communal qui génèrent le plus de chiffre d'affaires en 2020 sont : 
- SARL Segoufis, supermarchés (5 136 k€)
- SARL Sabathe, commerce de détail de viandes et de produits à base de viande en magasin spécialisé (2 470 k€)
- Le Bistrot, restauration traditionnelle (570 k€)
- TSM Enduits, travaux de maçonnerie générale et gros œuvre de bâtiment (175 k€)
- Occitane Réalisations, hôtels et hébergement similaire (37 k€)

### Agriculture
|               | 1988 | 2000 | 2010 | 2020 |
| ------------- | ---- | ---- | ---- | ---- |
| Exploitations | 14   | 8    | 5    | 3    |
| SAU (ha)      | 410  | 364  | 353  | 345  |

La commune est dans les « Coteaux du Gers », une petite région agricole occupant l'est du département du Gers. En 2020, l'orientation technico-économique de l'agriculture  sur la commune est la culture de céréales et/ou d'oléoprotéagineuses. Trois exploitations agricoles ayant leur siège dans la commune sont dénombrées lors du recensement agricole de 2020 (14 en 1988). La superficie agricole utilisée est de 345 ha,,.

## Culture locale et patrimoine

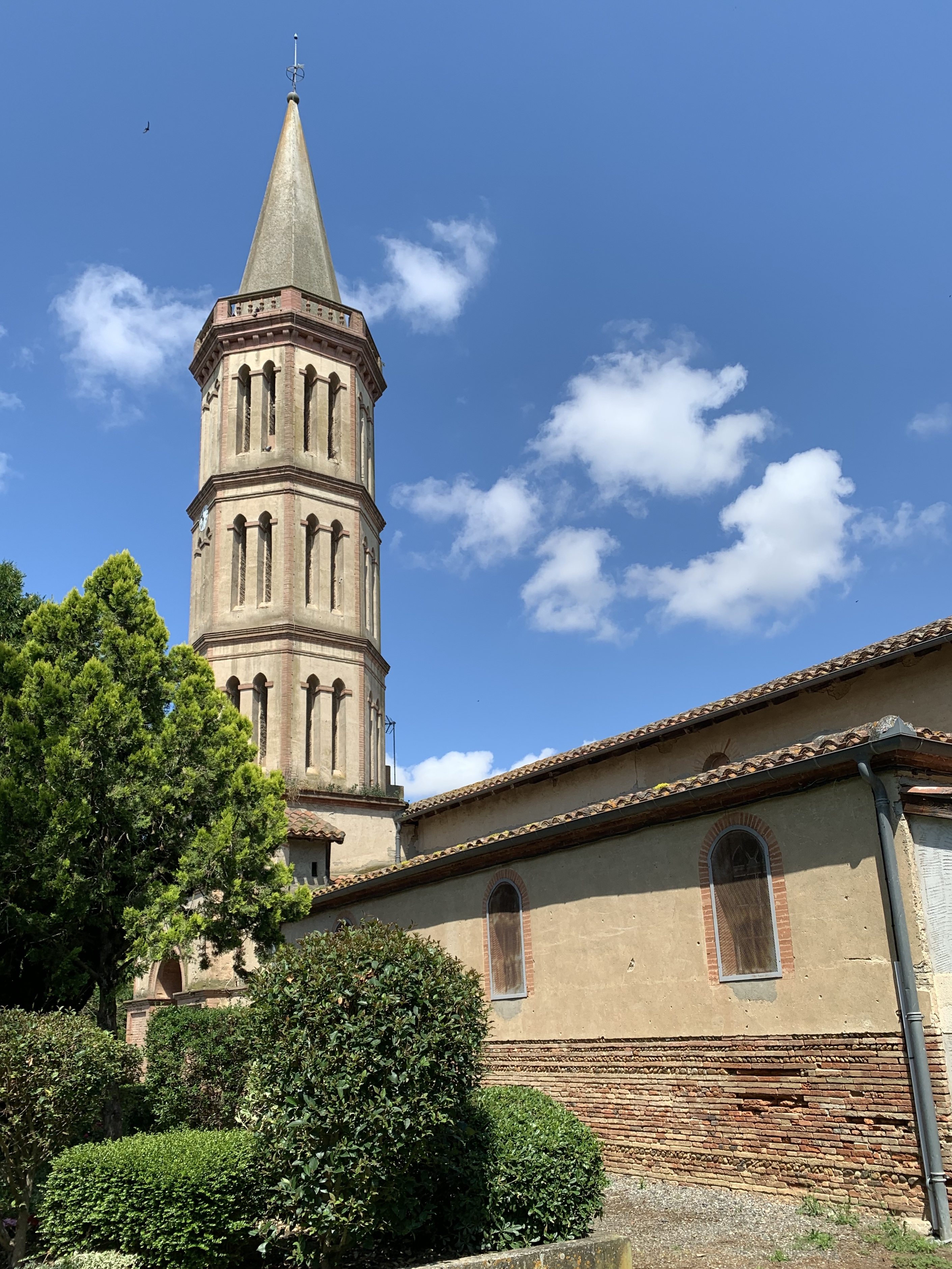
Église Saint-Pierre

### Lieux et monuments
- Église Saint-Pierre avec son clocher octogonal.

### Personnalités liées à la commune
- Alphonse Marie-Pierre Daniel Darris, né à Ségoufielle
- Andrée Martignon, née Czerniewski (1888-1977), romancière

### Héraldique
| Ségoufielle | Son blasonnement est : Écartelé, au premier d'azur à deux poissons d'argent, au second de gueules à trois pommes de pin d'or, au chef de gueules à une croix d'argent, au troisième de sable à une montagne d'argent, au quatrième d'or à une fasce de gueules accompagnée de trois trèfles de sinople ; sur le tout, d'azur semé de feux follets d'argent au dextrochère du même. |

## Pour approfondir